# Roman Haller (Unternehmer)
Roman Haller (* 10. Mai 1944 bei Tarnopol) ist ein Überlebender des Holocaust und Träger der Verdienstmedaille des Verdienstordens der Bundesrepublik Deutschland.

## Leben
Roman Haller wurde im Mai 1944 in einem Waldgelände bei Tarnopol (damals Polen / heute Ukraine) geboren, wo sich seine Eltern und zehn weitere jüdische Verfolgte bis zur Befreiung versteckt hielten. Weder das genaue Datum noch der genaue Ort seiner Geburt sind bekannt. Den Holocaust überlebte er – dank der Hilfe von Irene Gut, einer jungen Polin, und Eduard Rügemer, einem deutschen Major, gemeinsam mit seinen Eltern Ida und Lazar Haller. Nach dem Krieg wuchs er in München auf, wo er seitdem lebt. Er war als Unternehmer tätig und übernahm daneben zahlreiche ehrenamtliche karitative Aufgaben.
Haller war Präsident der B’nai B’rith von Deutschland und Österreich, der Krebshilfe für Israel und Vize-Präsident des Keren Hayessod München. Von 2006 bis 2023 leitet er als Direktor die Nachfolgeorganisation der Claims Conference, die Conference on Jewish Material Claims Against Germany Successor Organization.
Das Leben bzw. Überleben seiner Eltern und die Umstände seiner Geburt sind in einem Theaterstück verarbeitet, das erstmals im März 2009 am Broadway unter dem Titel „Irena’s Vow“ aufgeführt wurde. Unter diesem Titel entstand in Kanada ferner ein Spielfilm (Regie: Louise Archambault), der im Oktober 2023 bei den Internationalen Filmfestspielen in Toronto uraufgeführt wurde. Haller publizierte verschiedene Bücher zur Nachkriegsgeschichte der Juden in Deutschland.

## Schriften
- Roman Haller: Davidstern und Lederhose. Eine Kindheit in der Nachkriegszeit. Mit einem Vorwort von Michael Brenner. Pendo Verlag Zürich/München 2001, ISBN 3-85842-413-7
- Roman Haller: … und bleiben wollte keiner. Jüdische Lebensgeschichten im Nachkriegsbayern. Mit einem Vorwort von Andreas Heusler. Dölling und Galitz Verlag, München/Hamburg 2004, ISBN 3-935549-82-2

## Auszeichnungen
- 2004: Verdienstorden der Bundesrepublik Deutschland[1]